# 乔丹·科维
乔丹．科维（法語：Jordan Corvee，1995年2月13日—），法国男子羽毛球運動員。

## 簡歷

### 2013年
2013年1月，乔丹·科维与巴斯蒂安·凯尔索迪出战愛沙尼亞羽毛球國際賽，在男双準决赛以1比2（14-21、21-11、14-21）不敌芬兰强档的伊卡·海诺/米卡·孔埃斯。同年3月，他代表法國出戰土耳其安卡拉舉行的歐洲青年羽毛球錦標賽，助國家隊贏得團體賽亞軍。同年10月，他与玛丽·巴托梅内出战愛爾蘭羽毛球未來系列賽，在混双决赛以1比2（22-20、17-21、13-21）不敌赛会头号种子、芬兰强档的安东·凯斯提/珍妮·奈斯特倫，赢得亚军。

### 2015年
2015年3月，乔丹·科维与马林·鲍曼出战羅馬尼亞羽毛球國際賽，在男双準決賽以0比3（7-11、6-11、9-11）不敌赛会头号种子、克罗埃西亚强档的兹沃尼米尔·杜尔金雅克/兹沃尼米尔·霍尔布林。同年8月，他与朱利安·马尤出战保加利亞羽毛球公開賽，在男双决赛以2比1（18-21、25-23、21-17）击败了保加利亚强档的丹尼尔·尼科洛夫/伊万·鲁塞夫，赢得国际赛男双冠军，亦是他首个國際系列賽男双冠军。同年9月，他与朱利安·马尤出战哈爾科夫羽毛球國際賽，在男双準决赛以0比2（16-21、14-21）不敌赛会头号种子、波兰强档的亚当·克瓦林纳/普热梅斯瓦夫·瓦查。

### 2016年
2016年2月，乔丹·科维代表法国参加俄羅斯喀山举办的歐洲男子羽毛球團體錦標賽，助球队赢得男团亚军。同年12月，他与安妮·特兰出战意大利羽毛球國際賽，在混双决赛以2比1（21-13、17-21、21-17）击败了赛会2号种子、中華台北强档的張課琦/張莘恬，赢得国际赛混双冠军，亦是他首个國際挑戰賽混双冠军。

### 2017年
2017年1月，乔丹·科维与汤姆·吉凯尔出战愛沙尼亞羽毛球國際賽，在男双準决赛以1比2（18-21、21-17、17-21）不敌赛会3号种子、队友的巴斯蒂安·凯尔索迪/朱利安·马尤。同年6月，他与安妮·特兰出战西班牙羽毛球國際賽，在混双準决赛以1比2（13-21、21-19、10-21）不敌荷兰强档的罗宾·塔博林/谢丽尔·塞尔宁。同年8月，他參加苏格兰格拉斯哥舉行的世界羽毛球錦標賽，他和安妮·特兰出戰混合双打項目。首圈以0比2 （12-21、18-21）不敌荷兰组合的雅高·阿伦斯/塞莱娜·皮克，48强止步。

### 2018年
2018年4月，乔丹·科维与安妮·特蘭出战荷蘭羽毛球國際賽，在混双準决赛以1比2（15-21、21-16、15-21）不敌丹麦强档的马蒂亚斯·蒂里/伊丽莎·梅尔高。同年11月，他与巴斯蒂安·凯尔索迪出战匈牙利羽毛球國際賽，在男双準决赛以1比2（18-21、16-21）不敌赛会头号种子、波兰强档的米洛什·博哈特/亚当·克瓦林纳。同期11月，他与巴斯蒂安·凯尔索迪出战愛爾蘭羽毛球公開賽，在男双準决赛以1比2（12-21、21-14、10-21）不敌赛会2号种子、韩国强档的催率圭/徐承宰。

### 2019年
2019年1月，乔丹·科维与加埃唐·米特萊爾澤出战愛沙尼亞羽毛球國際賽，在男双準决赛以0比2（16-21、15-21）不敌赛会8号种子、新加坡强档的丹尼·巴瓦·克里斯南塔/骆建贤。同期1月，他与加埃唐·米特萊爾澤出战瑞典羽毛球公開賽，在男双準决赛以0比2（9-21、17-21）不敌赛会头号种子、丹麦强档的马蒂亚斯·贝尔-斯密特/拉塞·摩爾菲德。

## 主要比賽成績
只列出曾進入準決賽的國際賽事成績：
| 年份   | 賽事                     | 公開賽級別 | 項目     | 拍檔              | 成績   |
| ------ | ------------------------ | ---------- | -------- | ----------------- | ------ |
| 2013年 | 愛沙尼亞羽毛球國際賽     | 國際系列賽 | 男子雙打 | 巴斯蒂安·凯尔索迪 | 準決賽 |
| 2013年 | 歐洲青年羽毛球錦標賽     | 其他       | 混合團體 | －                | 亞軍   |
| 2013年 | 愛爾蘭羽毛球未來系列賽   | 未來系列賽 | 混合雙打 | 玛丽·巴托梅内     | 亞軍   |
| 2015年 | 羅馬尼亞羽毛球國際賽     | 國際系列賽 | 男子雙打 | 马林·鲍曼         | 準決賽 |
| 2015年 | 保加利亞羽毛球公開賽     | 國際系列賽 | 男子雙打 | 朱利安·马尤       | 冠軍   |
| 2015年 | 哈爾科夫羽毛球國際賽     | 國際挑戰賽 | 男子雙打 | 朱利安·马尤       | 準決賽 |
| 2016年 | 歐洲男子羽毛球團體錦標賽 | 其他       | 男子團體 | －                | 亞軍   |
| 2016年 | 意大利羽毛球國際賽       | 國際挑戰賽 | 混合雙打 | 安妮·特兰         | 冠軍   |
| 2017年 | 愛沙尼亞羽毛球國際賽     | 國際系列賽 | 男子雙打 | 汤姆·吉凯尔       | 準決賽 |
| 2017年 | 西班牙羽毛球國際賽       | 國際挑戰賽 | 混合雙打 | 安妮·特兰         | 準決賽 |
| 2018年 | 荷蘭羽毛球國際賽         | 國際系列賽 | 混合雙打 | 安妮·特蘭         | 準決賽 |
| 2018年 | 匈牙利羽毛球國際賽       | 國際挑戰賽 | 男子雙打 | 巴斯蒂安·凯尔索迪 | 準決賽 |
| 2018年 | 愛爾蘭羽毛球公開賽       | 國際系列賽 | 男子雙打 | 巴斯蒂安·凯尔索迪 | 準決賽 |
| 2019年 | 愛沙尼亞羽毛球國際賽     | 國際系列賽 | 男子雙打 | 加埃唐·米特萊爾澤 | 準決賽 |
| 2019年 | 瑞典羽毛球公開賽         | 國際系列賽 | 男子雙打 | 加埃唐·米特萊爾澤 | 準決賽 |
| 2022年 | 新亞奎丹羽毛球未來系列賽 | 未來系列賽 | 混合雙打 | Héloïse Le Moulec | 準決賽 |

| 2007-2017年 | 首要超級賽 | 超級賽 | 黃金大獎賽 | 大獎賽 | 國際挑戰賽 | 國際系列賽 | 未來系列賽 | 其他 |

| 2018-2026年 | 總決賽 | 超級1000賽 | 超級750賽 | 超級500賽 | 超級300賽 | 超級100賽 | 國際挑戰賽 | 國際系列賽 | 未來系列賽 | 其他 |

### 奧運會和世錦賽參賽紀錄
|          | 搭檔      | 2017 |
| -------- | --------- | ---- |
| 混合雙打 | 安妮·特兰 | 48強 |